# 愛情與野心
《愛情與野心》（英語：Love and Ambition，越南语：／）是越南國家電視台於2020年3月23日起播放的電視劇，改編自中國電視劇《職場是個技術活》。由越南電視片製作中心製作，裴進輝导演，武范艷眉、颜福榮、呂青玄、阮孟長等演員主演。

## 劇情
《愛情與野心》圍繞著兩個相互競爭公司的執行長明（顏福榮 飾）和喬峰（阮孟長 飾）之間的鬥爭以及他們的愛情展開。慧琳（呂青玄 飾）對靈（武范艷眉 飾）的嫉妒使兩人捲入了激烈的地下紛爭。這也讓她們成為了兩位總裁之戰的棋子，另外，靈和明也對彼此產生了感情。

## 演員

### 主要角色
- 武范艷眉 飾 靈
- 颜福榮 飾 明
- 呂青玄 飾 慧琳
- 阮孟長 飾 喬峰

### 次要角色
- 阮青山 飾 山
- 潘明玄 飾 芳
- 阮重禎 飾 君
- 明和 飾 奎
- 陳德 飾 石
- 清秀 飾 桃
- 垂英 飾 映
- 艷香 飾 紅
- 潘勝 飾 東
- 春紅 飾 興